# Hemipeplus dominicensis
Hemipeplus dominicensis es una especie de coleóptero de la familia Mycteridae.

## Distribución geográfica
Habita en la República Dominicana.